# Bledzew (Natura 2000)
Bledzew (kod PLH080074) – specjalny obszar ochrony siedlisk sieci Natura 2000, zlokalizowany na terenie województwa lubuskiego. Obszar obejmuje powierzchnię 26,01 ha
Teren wyznaczony został w celu długotrwałego zabezpieczenia naturalnych siedlisk życia, jakimi są suche wrzosowiska (Calluno-Genistion, Pohlio Callunion, Calluno-Arctostaphylion) (kod 4030).